# ʿAulaqī

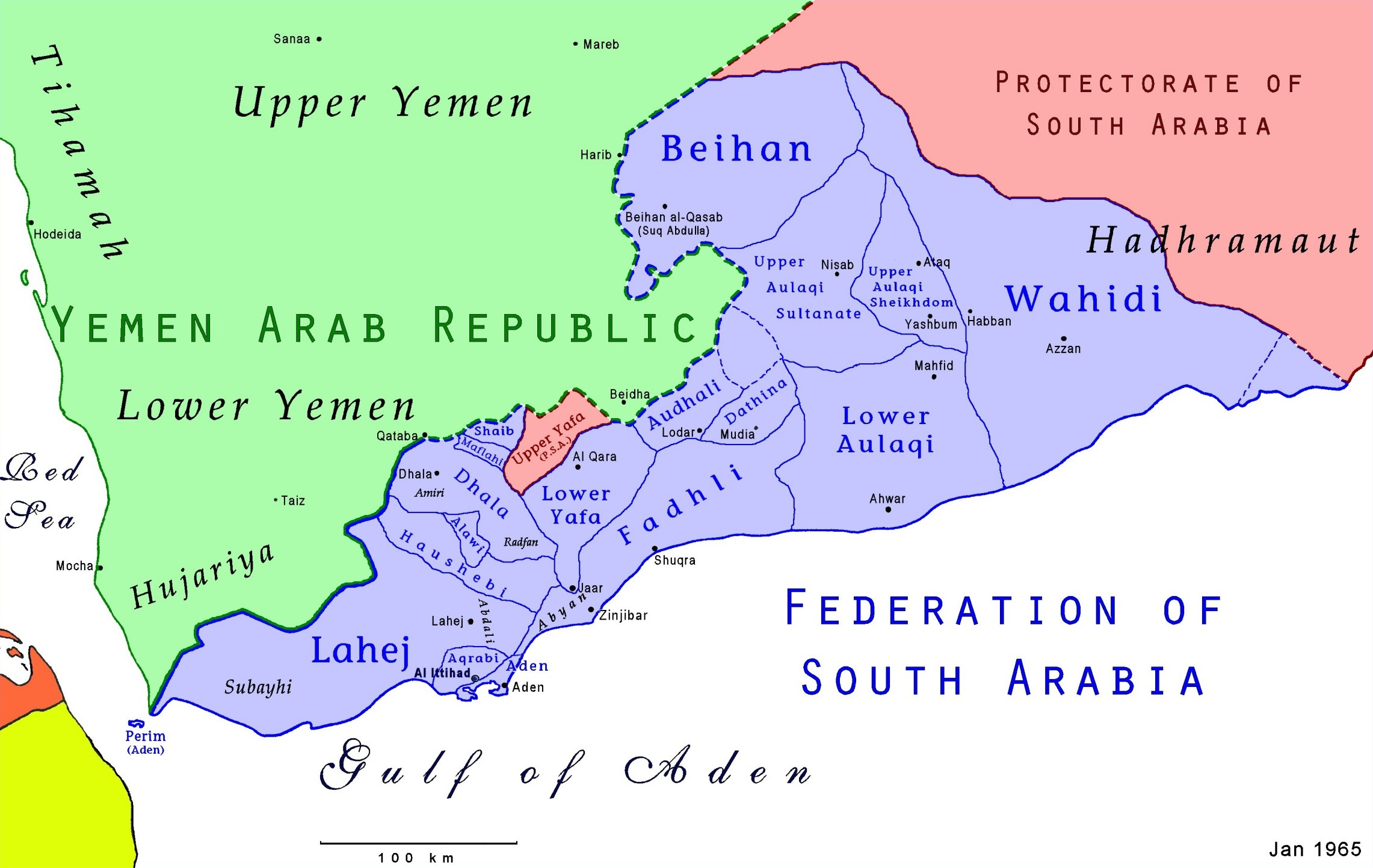
Karte der Südarabischen Föderation – nördlich der drei Aulaqi-Staaten lag das Beihan-Emirat, östlich das Wahidi-Sultanat von Bal-Haf und westlich das Fadhli-Sultanat sowie das Dathina-Scheichtum.

ʿAulaqī (arabisch عولقي, DMG ʿAulaqī) – der Plural lautet ʿAwāliq (عوالق) – ist der Name einer arabischen Stammeskonföderation im Jemen.
Das Territorium der Awaliq wird durch ein Gebirge (das Kaur al-ʿAwd) geteilt, sodass zwischen einem oberen und einem unteren Aulaqi-Gebiet unterschieden wird. Letzteres ist etwa 80000 km² groß und grenzt im Süden an den Indischen Ozean; hier existierte einst das Untere Aulaqi-Sultanat mit der Hauptstadt Ahwar. Nördlich davon, im ca. 100.000 km² großen oberen Aulaqi-Gebiet, lag im Westen das Obere Aulaqi-Sultanat mit dem Zentrum Nisab und im Osten das Obere Aulaqi-Scheichtum, dessen Hauptstadt Yeschbum bildete. Sowohl die beiden Binnenstaaten als auch ihr südliches Schwestersultanat gehörten bis zu ihrer Auflösung im Jahre 1967 erst zur Föderation der Arabischen Emirate des Südens und dann zur Südarabischen Föderation.
Bekannte Awaliq sind unter anderem:
- Anwar al-Aulaqi
- Muhammad Amin Haidar al-Aulaqi